# بوماريا
بوماريا هي المدينة الرومانية القديمة التي بنيت عليها تلمسان. تُشير بوماريا حاليًا إلى موقع روماني في تلمسان. وهي مقر أسقفية قديمة اختفت، يُستخدم اسمها كرسي لقبي لأسقف كاثوليكي بدون أبرشية.
أسسها الرومان سنة 222 بعد الميلاد، واكتمل بناؤها سنة 235 وسموها «بوماريا» ومعناها المراعي لما كان فيها من بساتين وأشجار، وقد كان في القرن الثالث الميلادي وتحت سلطة جورديان الكبير، على فرقة من المشاة. وظلت تحت سلطتهم إلى غاية أن فتحها المسلمون في ثمانينات القرن السابع الميلادي (بين 680 و686) فأسموها «الجدار» لأنها كانت محصنة جدا.